# Girolamo Giovinazzo
Girolamo Giovinazzo   (Roma, 10 de setembre de 1968) és un judoka italià, ja retirat, que va competir durant la dècada de 1990.
El 1996 va prendre part en els Jocs Olímpics d'Estiu d'Atlanta, on guanyà la medalla de plata en la competició del pes extra lleuger del programa de judo. Quatre anys més tard, als Jocs de Sydney, guanyà la medalla de bronze en la prova del pes semi lleuger.
En el seu palmarès també destaquen sis medalles en el Campionat d'Europa de judo, una d'or, una de plata i quatre de bronze entre les edicions del 1994 i del 2000, així com quatre medalles en els Jocs del Mediterrani, tres d'or i una de bronze entre el 1987 i el 1997.